# 美洲擬獅
美洲擬獅（學名：Panthera atrox）又名擬獅或擬獅兽，是一種從化石得知已滅絕的貓科動物，生存於更新世時期的北美洲（340,000 - 11,000 年前）。基因研究顯示牠是穴獅的姐妹群，為更新世巨型動物群，化石主要發現於美國洛杉磯的拉布雷亞瀝青坑。美洲擬獅體型與更新世中期的原始獅大小相近，且比現今非洲的獅子大25%，為目前已知體型最大的貓科之一。

## 分類學

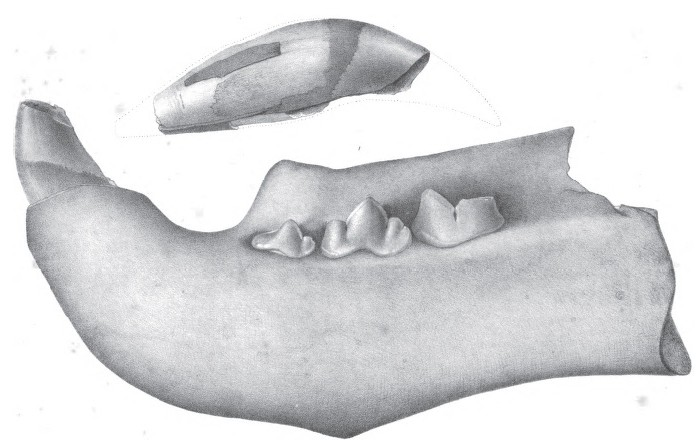
模式標本的繪製（萊迪，1852）

美洲擬獅最早由美國古生物學家約瑟夫·萊迪於 1853 年以 Felis atrox 為名命名並進行發表。Hemmer 於 1974 年提議將美洲擬獅以三名法命名為 Panthera leo atrox，這項提議於 1985 年受到 Björn Kurten的支持。
美洲擬獅一開始被認為是豹亞科下獨立物種，學名為 Panthera atrox /ˈpænθərə ˈætrɒks/，拉丁文意思是「兇殘的豹」。但是一部分的古生物學家認為美洲擬獅應為現存非洲獅及穴獅的近親，而在之後將美洲擬獅命名為 P. leo atrox，列為非洲獅的亞種而非獨立物種。近年來，美洲擬獅與穴獅則再次被視為是獨立物種。

## 描述

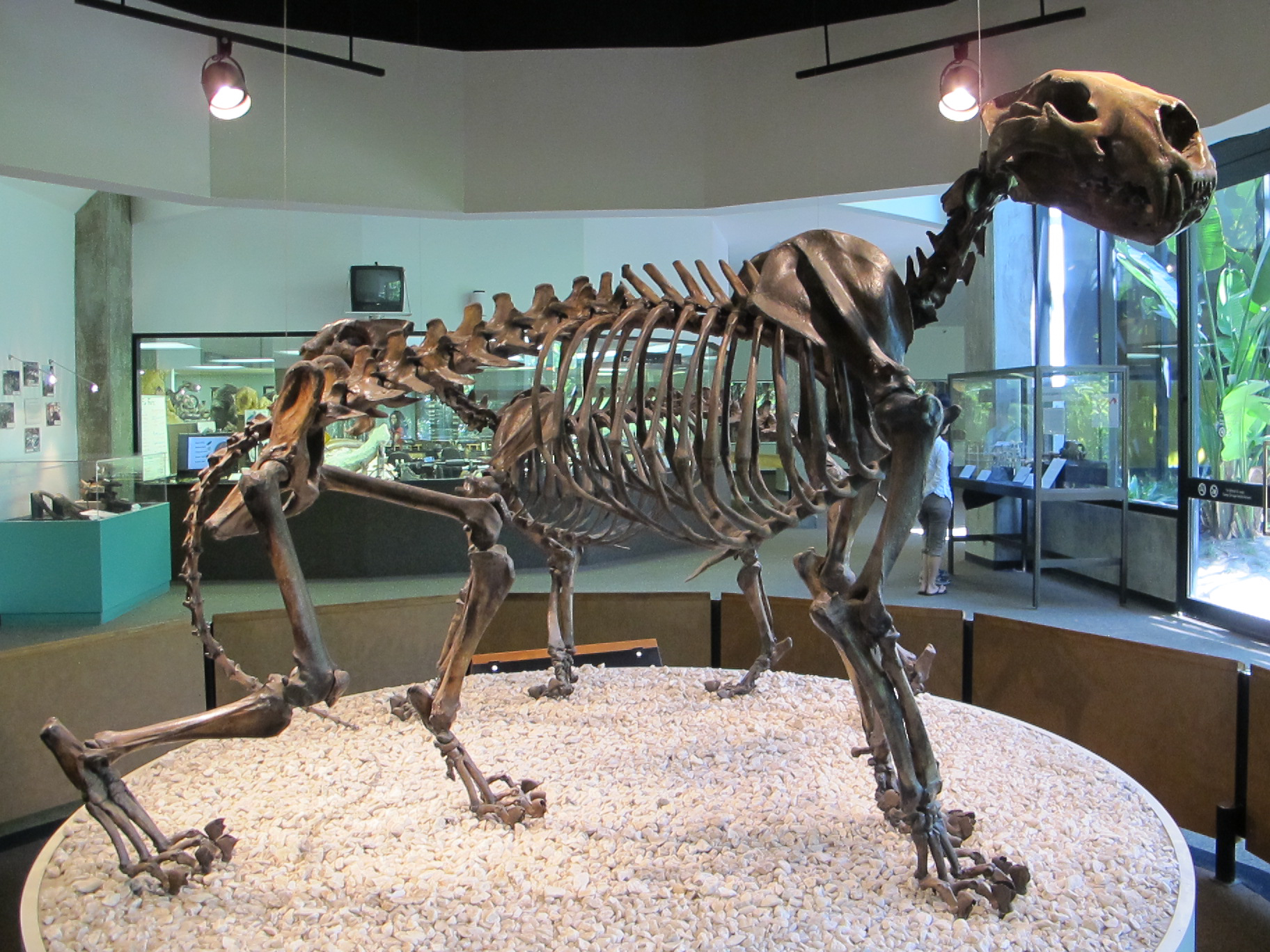
美洲擬獅骨骼，展於美國喬治·C·佩奇博物館

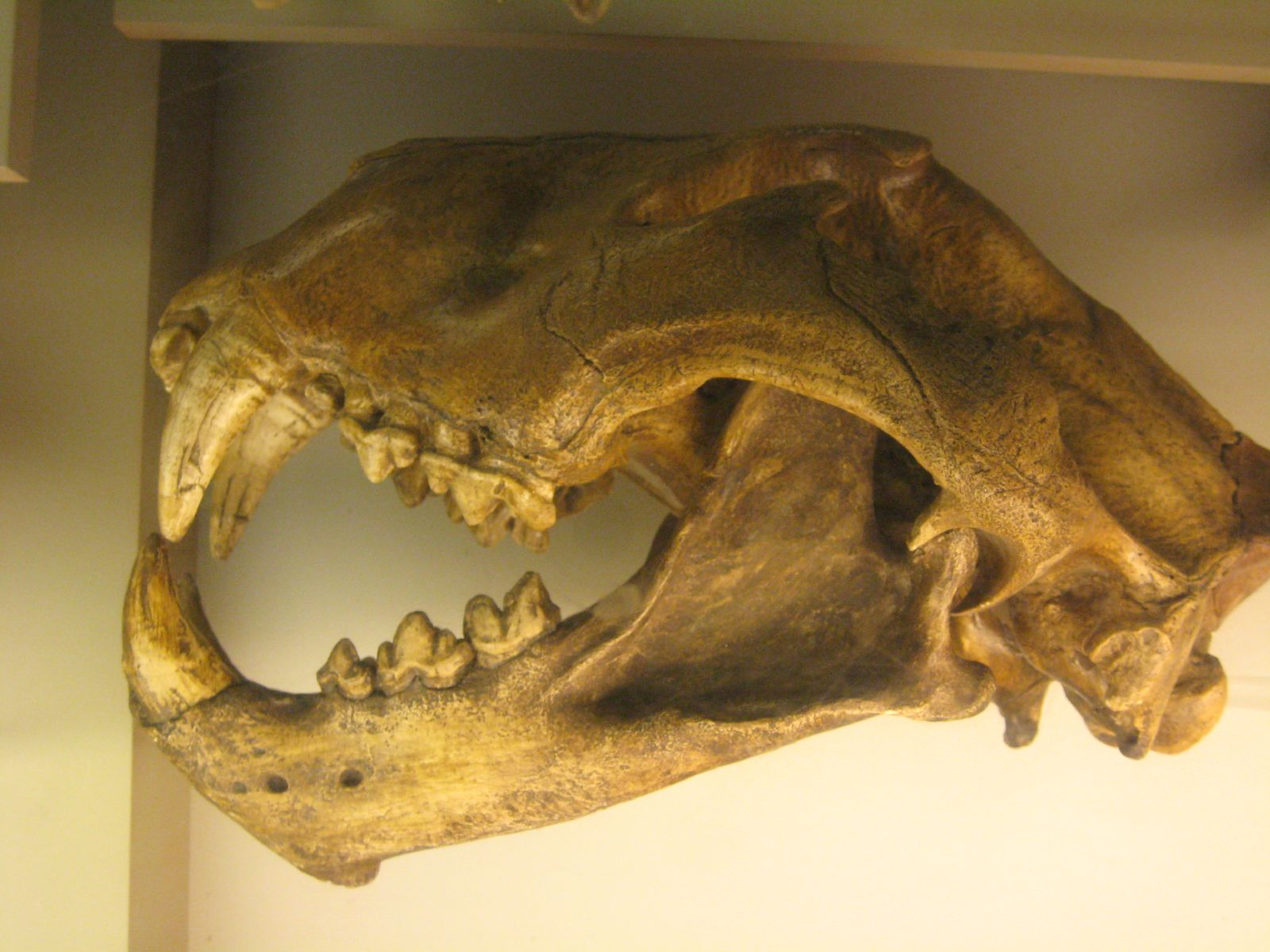
美洲擬獅顱骨，展於美國國立自然史博物館

美洲擬獅的體長（不含尾巴）估計為 1.6至2.5米（5英尺3英寸至8英尺2英寸），肩高則為 1.2米（3.9英尺），可比牠的近親原始獅，且大於斯劍虎（體重可達 280（620磅）），但仍小於同期體型最大的短面熊（當時北美洲體型最大的食肉目）.。一項 2008 年的研究認為美洲擬獅的體重可達 420（930磅）。一項 2009 年針對最大體型樣本的研究則認為雌獅的體重平均為 256（564磅），雄獅則為 351（774磅）。一項 2008 年的研究預估雄獅的體重為 235—523（518—1,153英磅），雌獅為 175—365（386—805英磅），高於斯劍虎。
在洛杉磯拉布雷亞瀝青坑中已發現約有80個美洲擬獅標本，故此對牠有較多資料。美洲擬獅的特徵及牙齒非常像現今的獅子，但體型較大。
發現於巴塔哥尼亞阿根廷地區洞穴裡的美洲擬獅遺骸尚保有部分皮膚殘骸，從這些皮膚樣本上可以知道美洲擬獅具有偏紅的體色，而阿根廷聖克魯斯省聖龐沙的石洞壁畫也證實了這點。體色的差異有助於科學家區別美洲擬獅與美洲豹的遺骸，因為在壁畫中美洲豹被描述為具有偏黃的體色。

## 分佈
美洲擬獅在更新世最先出現於阿拉斯加南部（桑加蒙間冰期，為最後一次的間冰期），並散佈至亞伯達省與馬里蘭州，最南可至墨西哥恰帕斯州，北美洲中只有加拿大東部及美國東北部不見其蹤影，可能因為當時當地環境為北方針葉林的關係。原先美洲擬獅被認為在南北美洲生物大遷徙時擴展至南美洲東北部，然而祕魯塔拉拉瀝青坑發現的化石其實屬於一種大型的美洲豹，另外在阿根廷及智利南部所發現的更新世南美洲豹化石，由於化石外型與美洲擬獅型態上近似，被懷疑更新世南美洲豹可能實際上為美洲擬獅的異名，但目前仍傾向認為更新世南美洲豹為現存美洲豹的亞種之一。就像其他巨大的哺乳動物，牠於約1萬年前的更新世末滅絕。美洲擬獅的遺骸在育空及拉布雷亞瀝青坑中非常普遍。

## 生活環境
美洲擬獅和現代獅子一樣生活在疏林草原和草原，一些美洲擬獅是生活在冰冷的氣候環境。牠們有可能生活於洞穴中或岩縫間，以躲避冰冷的天氣。牠們可能以草或樹葉鋪巢，就像東北虎般。
美洲擬獅在拉布雷亞瀝青坑中的數量較斯劍虎或恐狼為少，相信牠們比劍齒虎更有智慧避開陷阱，或不是獵食坑中獵物。美洲擬獅似乎是獵食鹿、史氏馬、駱駝、加州貘、美洲野牛、猛獁象及其他巨型的草食性有蹄類。
美洲擬獅的滅絕與全新世滅絕事件有關。牠們的骨頭可以在舊石器時代美洲原住民的垃圾中發現，所以被人類獵殺有可能是成因之一。
美洲擬獅的第一個標本是一個顎骨，其複製品現正擺放在費城自然科學學院的約瑟夫·萊迪（Joseph Leidy）雕像之下。

## 分類
美洲擬獅被認為是獅的亞種，但有的認為本身是一個種。在比較頭顱骨後，有指穴獅較美洲擬獅更為接近老虎，但是基因研究結果指美洲擬獅與現今獅子有更接近的基因關係。

## 名称
因为目前學界对其是否能确定为狮类尚存在较大争议，故本文未从原文以美洲狮作译名，而是改译为美洲拟狮。